# Dickie Peterson
Dickie Peterson, rodným jménem Richard Allan Peterson (12. září 1946, Grand Forks, Severní Dakota, Spojené státy americké – 12. října 2009, Erkelenz, Německo) byl americký baskytarista a zpěvák, známý převážně jako frontman skupiny Blue Cheer.
Narodil se do hudební rodiny, jeho otec hrál na pozoun, matka na klavír a bratr na kytaru. Dickie Peterson začal hrát na baskytaru ve svých třinácti letech, ještě před tím však hrál na bicí. V dětství zemřeli jeho rodiče a on tak vyrůstal u strýce a tety. V roce 1967 v San Franciscu založil skupinu Blue Cheer; původní sestavu doplnili ještě kytarista Leigh Stephens a bubeník Eric Albronda. Později se skupina rozpadla a několikrát byla obnovena.
Dickie Peterson zemřel v roce 2009 ve věku třiašedesáti let na rakovinu jater.

## Sólová diskografie
- Child of the Darkness (1998)
- Tramp (1999)